# Чудиново (Ленинградская область)
Чудиново — деревня в Осьминском сельском поселении Лужского района Ленинградской области.

## История
Впервые упоминается в писцовых книгах Шелонской пятины 1498 года, как деревня Чюдиново в Сумерском погосте Новгородского уезда.
Деревня Чудиново, состоящая из 27 крестьянских дворов обозначена на карте Санкт-Петербургской губернии Ф. Ф. Шуберта 1834 года.

ЧУДИНОВО — деревня принадлежит её величеству, число жителей по ревизии: 75 м. п., 96 ж. п. (1838 год)

Деревня Чудиново из 27 дворов отмечена на карте профессора С. С. Куторги 1852 года.

ЧУДИНОВА — деревня Гдовского её величества имения, по просёлочной дороге, число дворов — 34, число душ — 101 м. п. (1856 год)

ЧУДИНОВО — деревня государственная при озере безымянном, число дворов — 34, число жителей: 96 м. п., 104 ж. п. (1862 год)

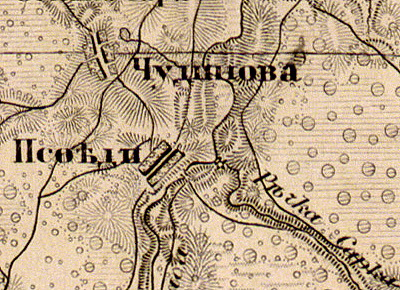
Деревня Чудиново на карте 1863 года

Согласно карте из «Исторического атласа Санкт-Петербургской Губернии» 1863 года деревня называлась Чудинова.
Сборник Центрального статистического комитета описывал её так:

ЧУДИНОВА — деревня бывшая владельческая при озере Ручьёве, дворов — 30, жителей — 234; часовня, 2 кожевенных завода. (1885 год)

В XIX — начале XX века деревня административно относилась к Осьминской волости 2-го земского участка 1-го стана Гдовского уезда Санкт-Петербургской губернии.
По данным «Памятной книжки Санкт-Петербургской губернии» за 1905 год деревня Чудиново, при озере Ручьёве образовывала Чудиновское сельское общество.
С 1917 по 1919 год деревня Чудиново входила в состав Осьминской волости Гдовского уезда.
С 1920 года, в составе Чудиновского сельсовета Кингисеппского уезда.
С 1924 года, в составе Осьминского сельсовета.
С 1927 года, в составе Осьминского района.
По данным 1933 года деревня Чудиново входила в состав Осьминского сельсовета Осьминского района.
C 1 августа 1941 года по 31 января 1944 года деревня находилась в оккупации.
С 1961 года, в составе Сланцевского района.
С 1963 года, в составе Лужского района.
В 1965 году население деревни Чудиново составляло 127 человек.
По данным 1966, 1973 и 1990 годов деревня Чудиново входила в состав Осьминского сельсовета Лужского района.
По данным 1997 года в деревне Чудиново Осьминской волости проживали 38 человек, в 2002 году — 45 человек (русские — 93 %).
В 2007 году в деревне Чудиново Осьминского СП проживали 28 человек.

## География
Деревня расположена в северо-западной части района на автодороге 41К-020 (Сижно — Осьмино).
Расстояние до административного центра поселения — 3 км.
Расстояние до ближайшей железнодорожной станции Молосковицы — 58 км.
Деревня находится близ левого берега реки Саба, между рекой и деревней находятся два небольших озера.

## Демография
| 1838 | 1862 | 1885 | 1965 | 1997 | 2007 | 2010 |
| ---- | ---- | ---- | ---- | ---- | ---- | ---- |
| 171  | ↗200 | ↗234 | ↘127 | ↘38  | ↘28  | ↗38  |
| 2017 |      |      |      |      |      |      |
| ↗51  |      |      |      |      |      |      |

## Улицы
Озёрная.